# Йоанін (Люблінське воєводство)
Йоанін (пол. Joanin) — село в Польщі, у гміні Рудник Красноставського повіту Люблінського воєводства.
Населення — 113 осіб (2011).
У 1975-1998 роках село належало до Замойського воєводства.

## Демографія
Демографічна структура станом на 31 березня 2011 року:
|          | Загалом | Допрацездатний вік | Працездатний вік | Постпрацездатний вік |
| -------- | ------- | ------------------ | ---------------- | -------------------- |
| Чоловіки | 65      | 11                 | 39               | 15                   |
| Жінки    | 48      | 9                  | 20               | 19                   |
| Разом    | 113     | 20                 | 59               | 34                   |